# (33814) Viswesh
(33814) Viswesh est un astéroïde de la ceinture principale.

## Description
(33814) Viswesh est un astéroïde de la ceinture principale. Il fut découvert le 3 janvier 2000 à Socorro (Nouveau-Mexique) par le projet LINEAR. Il présente une orbite caractérisée par un demi-grand axe de 2,58 UA, une excentricité de 0,16 et une inclinaison de 3,3° par rapport à l'écliptique.